# Belogorsky (huyện)
Huyện Belogorsky (tiếng Nga: ? райо́н) là một huyện hành chính tự quản (raion), của Tỉnh Amur, Nga. Huyện có diện tích 2699 km². Trung tâm của huyện đóng ở Belogorsk.